# Friedrich Alfred Klemm
Friedrich Alfred Klemm (* 8. Oktober 1855 in Bautzen; † 23. Oktober 1901) war Kaufmann und Mitglied des Deutschen Reichstags.

## Leben
Klemm besuchte die I. Bürgerschule in Bautzen. Er war selbständiger Inhaber verschiedener kaufmännischer Geschäfte, Geschäftsreisender und Disponent.
Von 1893 bis 1898 war er Mitglied des Deutschen Reichstags für den Reichstagswahlkreis Königreich Sachsen 4 Dresden rechts der Elbe, Radeberg, Radeburg und die antisemitische Deutsche Reformpartei.